# Johannes Thiele (zoöloog)

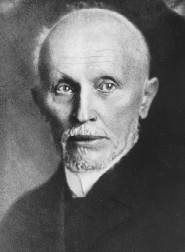
(Karl Hermann) Johannes Thiele (1860-1935)

(Karl Hermann) Johannes Thiele (1 oktober 1860 - 5 augustus 1935) was een Duitse zoöloog gespecialiseerd in de malacologie. 
Thiele schreef op jonge leeftijd, geïnspireerd door Franz Eilhard von Schulze (1840-1921) over sponzen. Hij schreef acht publicaties over soorten uit Sulawesi, Ternate, Japan en Chili. De soorten die Oscar Schmidt (1823-1886) uit de Noordoostelijke Atlantische Oceaan summier beschreven had, werden door Thiele in meer detail opnieuw bewerkt en gepubliceerd. 
Van 1890 tot 1905 beheerde hij de Crustacea-afdeling van het 'Museum für Naturkunde' in Berlijn ('Museum für Naturkunde der Humboldt-Universität zu Berlin'). Daarna volgde hij in ditzelfde museum Carl Eduard von Martens op als conservator van de molluskenafdeling. Deze functie heeft hij tot zijn pensioen in 1925 bekleed.
Thiele publiceerde enkele toonaangevende standaardwerken op het gebied van de molluskensystematiek. Hij is met name belangrijk geweest door zijn voorstel voor een nieuwe molluskensystematiek. Hij wijzigde de systematische indeling van de Gastropoda van Henri Milne-Edwards (1800-1885) uit 1848 en stelde drie subklassen voor: de Prosobranchia, de Opisthobranchia en de Pulmonata.
De systematiek en taxonomie van Thiele is enkele tientallen jaren de standaard geweest en zijn werk werd pas in 1997 door een cladistische analyse van Ponder en Lindberg achterhaald.
Thiele beschreef meer dan 1500 nieuwe molluskensoorten. Het typemateriaal wordt bewaard in de collecties van het 'Museum für Naturkunde' in Berlijn.
Een naar verhouding groot deel van het wetenschappelijk nieuw beschreven materiaal betreffen de molluskenvondsten van de eerste Duitse Zuidpool expeditie en de Duitse Diepzee expeditie ('Valdivia expeditie').
Er zijn veel mollusken, maar ook andere organismen zoals sponzen die naar Thiele vernoemd zijn.